# Вільнюський повіт
Вільнюський повіт (лит. Vilniaus apskritis) — повіт на південному сході Литви, найбільший з десяти повітів Литви за територією і кількістю жителів. Межує з Алітуським, Каунаським, Паневежиським та Утенським повітами, а також з Гродненською областю та Вітебською областю Білорусі.

## Адміністративний поділ
Повіт утворює території:
- Самоврядування міста Вільнюса (21 староство)
- Самоврядування Вільнюського району (23 староства)
- Самоврядування Тракайського району (8 староств; місто Тракай)
- Самоврядування Укмергського району (12 староств; Укмерге, містечко Вяпряй)
- Самоврядування Шальчинінкського району (13 староств; міста Шальчинінкай, Ейшишкес)
- Самоврядування Швенченіського району (14 староств; Швянченіс, Швенчьонеляй, Пабраде)
- Самоврядування Ширвінтоського району (8 староств; місто Ширвінтос, містечка Багаславішкес, Чебішкес, Гелвонай, Кернаве, Муснінкай, 485 сіл)
- Електренайське самоврядування (8 староств; міста Електренай та Вієвіс, містечко Сямялішкіс, 276 сіл)

## Відомі люди
- Владас Абрамавічюс — литовський історик культури, бібліограф, поет.